# Nikolauskapelle (Reinsport)
Die Nikolauskapelle in Reinsport, einem Ortsteil der Gemeinde Piesport in Rheinland-Pfalz, ist ein römisch-katholisches Kirchengebäude, Filiale der Pfarrgemeinde Niederemmel.

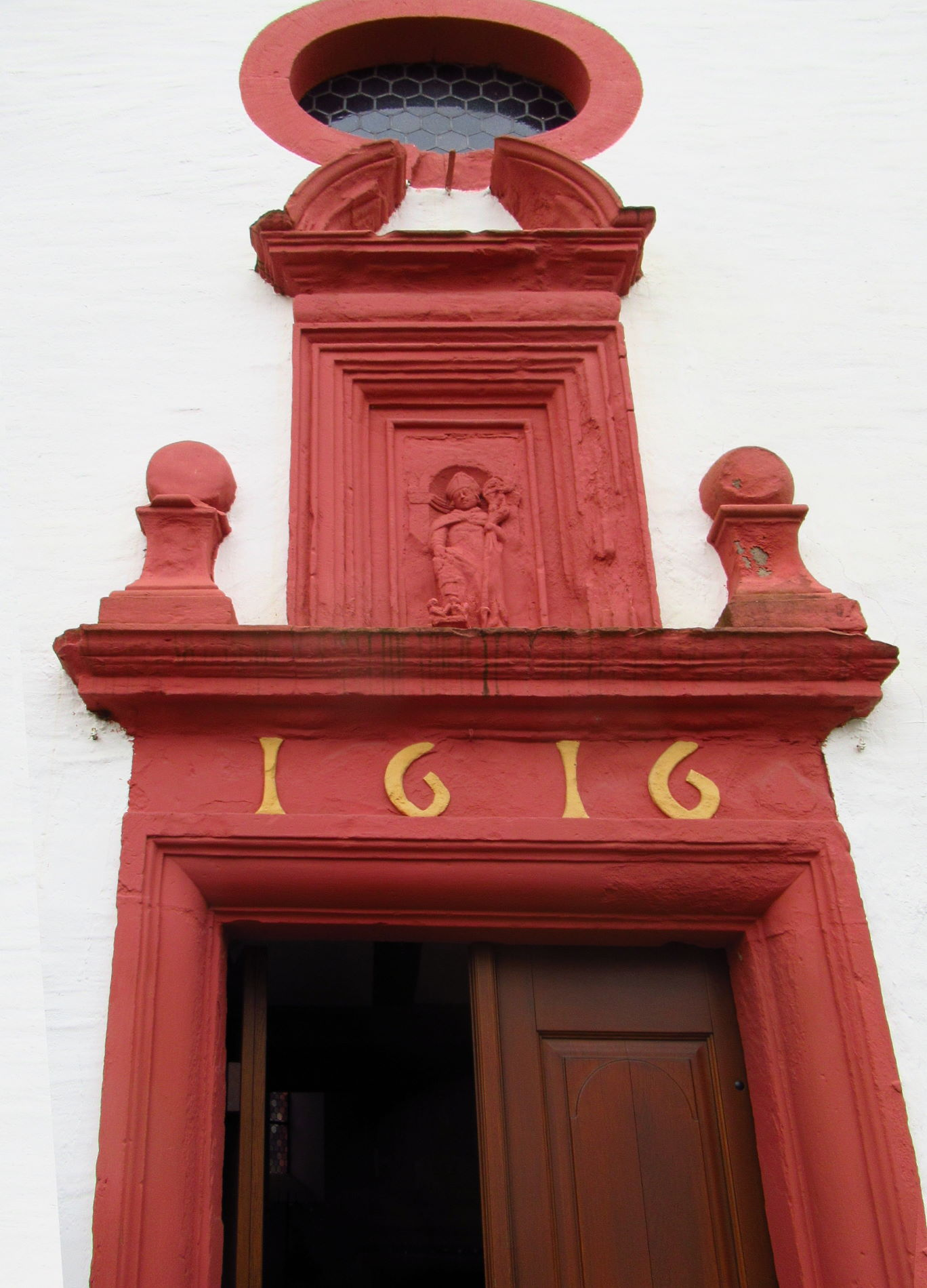
Westportal,
bezeichnet 1616, mit Nikolausrelief und Ellipsenfenster

Das kleine Gebäude steht nur wenige Meter vom Moselufer entfernt in der Steingasse etwas unauffällig, fast versteckt zwischen den Häusern von Reinsport. Aus der Ferne ist es meist nur von einem der Aussichtspunkte der umliegenden Berge zu sehen, wie etwa von der Höhe der Moselloreley, die sich am gegenüberliegenden Ufer befindet.

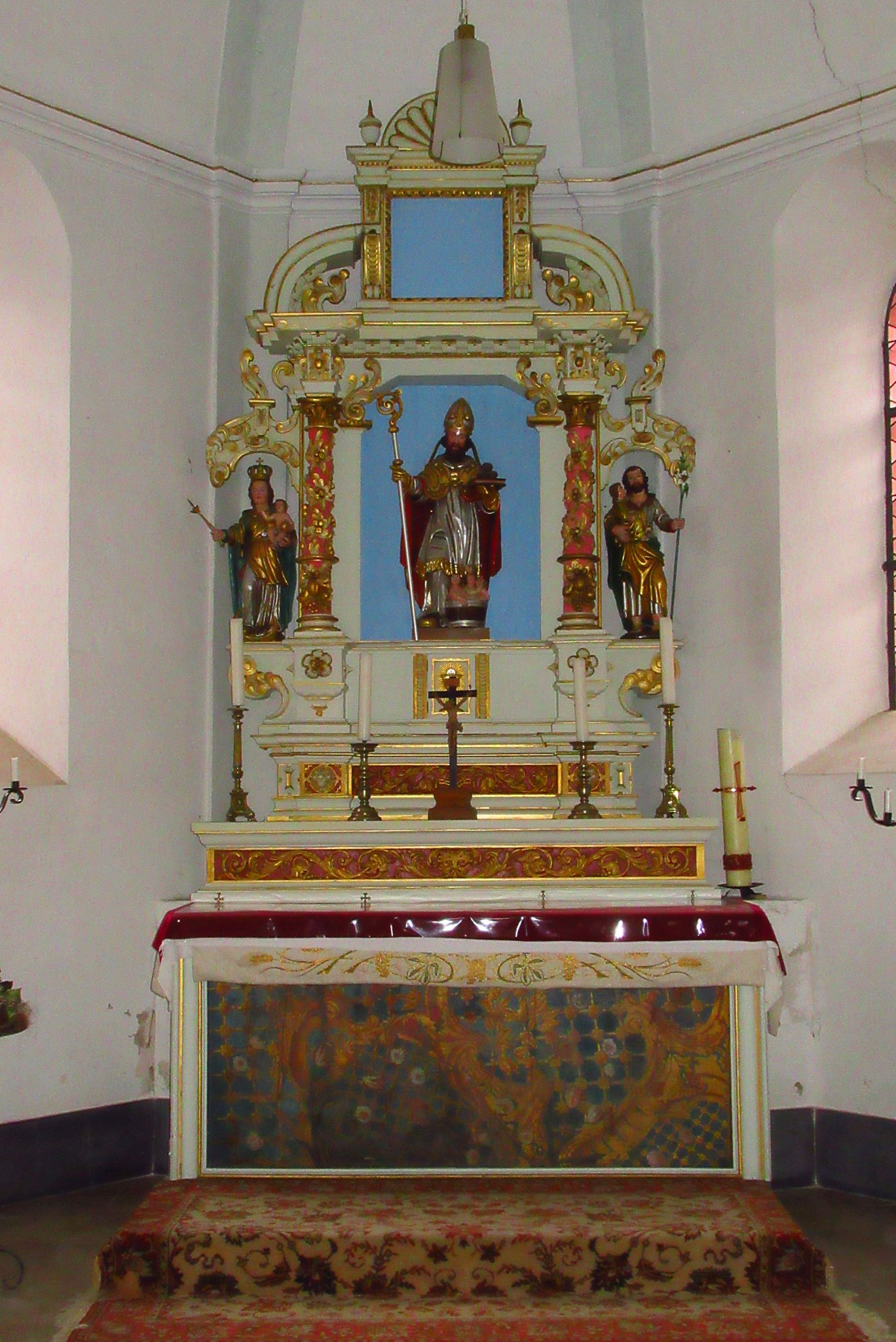
Nikolausaltar,
ca. 1700

Die Kapelle ist ein dreiseitig geschlossener Saalbau mit Strebepfeilern außen und einem Glockenturm auf dem Dach. Der Eingang erfolgt durch ein symmetrisch gestaltetes, barockes Westportal aus Sandstein das kontrastreich zur weißen Fassade in roter Farbe gehalten ist. Die Türzarge trägt die Jahreszahl 1616 in auffälligen, großen Ziffern. Oberhalb schließt sich ein Nikolausrelief an. In die Fassade sind rechts und links des Portals sowie oberhalb am Giebel insgesamt drei Ellipsenfester eingelassen, die sich ebenfalls durch ihre rote Farbe hervorheben. Der Saal, der für rund 20 Personen Platz bietet, wird von einem Holztonnengewölbe überspannt. In der Apsis steht der Nikolausaltar, der um 1700 entstanden ist. Es ist ein Hochaltar aus Holz mit einem zentralen Tabernakel, an dem der Priester noch die Riten mit dem Rücken zur Gemeinde vornimmt. Im Zentrum erhöht steht eine Nikolausfigur zwischen gedrehten, mit Blumen und Blättern geschmückten Säulen und Knorpelwerkschnitzerei. Der Nikolaus ist mit drei Säckchen dargestellt und einem Salzfass, aus dem drei Jungen herausschauen. Diese Attribute weisen auf seine Wohl- und Wundertaten hin. Die bekrönenden, gebrochenen Giebel fassen eine Madonna und einen Christophorus ein.
In einem Visitationsbericht von 1569 wird der Ort Reinsport als Filiale der Pfarrei Niederemmel erwähnt. Nach der Steininschrift im Türsturz des Westportals wurde die Kapelle 1616 erbaut. Die Einweihung fand erst 1679 statt. An der Mosel wurden damals die Schiffe an Seilen mit Pferden flussaufwärts gezogen, genannt Treideln. Reinsport war ein Ort mit Schmiede und Gastschenke, in dem die Treidler und Moselschiffer Station machten. Bei der Kapelle, an der Nikolausgasse, steht heute noch das Gebäude einer ehemaligen Raststätte der Halfen (bezeichnet 1731), wo die Treidelknechte einst die Pferde wechselten. Es wird vermutet, dass die Kapelle auf Initiative von Schiffseignern gebaut und ihrem Schutzpatron gewidmet wurde, um einen Ort zu haben, wo sie ihre Nöte und Bitten anbringen konnten.
Im 19. Jahrhundert wurde die Nikolauskapelle beschrieben als mit einem Altar und einer Glocke ausgestattet und war Filiale der Pfarrei Niederemmel geblieben. Diese Glocke, 1618 gegossen durch Arnold Weigand von Würzburg, entging 1917 der Beschlagnahme zur Metallbeschaffung durch das Kriegsministerium, weil sie als geschichtlich und künstlerisch wertvoll eingestuft wurde.
Aufgrund ihrer Lage in Ufernähe, wo durchschnittlich alle 10 Jahre ein Hochwasserereignis auftritt, litt die Kapelle im Laufe der Zeit mehrmals unter Hochwasser. Das Gebäude wurde 1929 gründlich instand gesetzt.

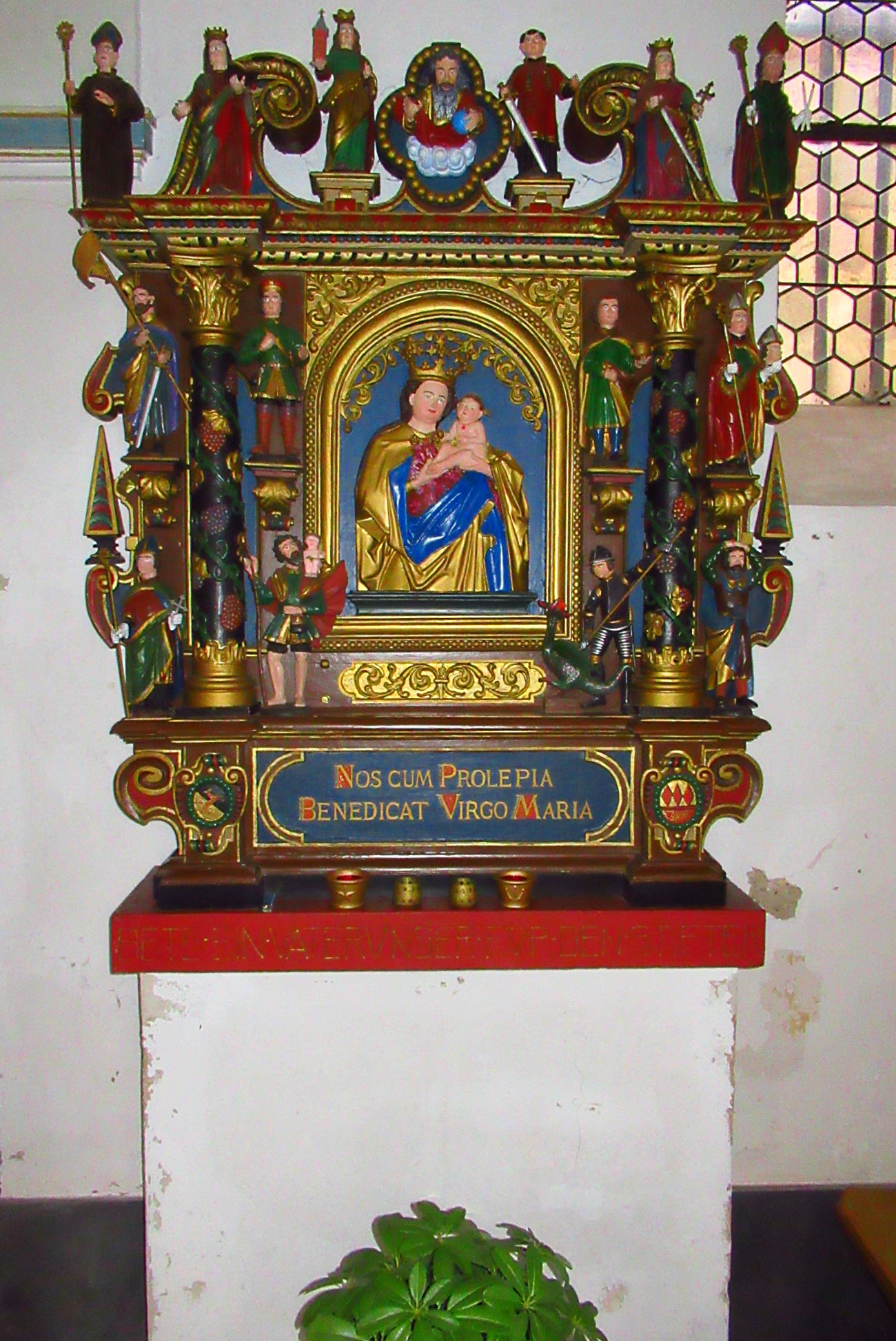
Nothelfer-Altar,
Anfang 17. Jahrhundert

1930 erwarb Pfarrer Schuhbach bei einer Versteigerung einen Vierzehn-Nothelfer-Altar aus der ehemaligen Klosterkirche Nothgottes im Rheingau. Es ist ein frühbarocker, holzgeschnitzter Altaraufsatz von etwa 1,5 × 1,5 m Größe. In dessen Zentrum steht ein Flachrelief mit einer gekrönten Madonna mit Christuskind, eingerahmt zwischen zwei, rechts und links angeordneten Säulen und zwei, oben und unten verkröpften Gesimsen. In der Mitte auf dem oberen Sims schwebt Gottvater mit der Weltkugel in der Hand auf einer Wolke. Zu beiden Seiten befinden sich je drei Nothelferfiguren von etwa 26 cm Höhe, darunter alle drei Frauen der Gruppe. Auf beiden Seiten neben den beiden Säulen stehen jeweils zwei übereinander geordnete Nothelfer. Insgesamt sind es acht, auf Konsolen stehende freiplastische Figuren von etwa 32 cm Höhe. Eine Inschrift unterhalb des unteren Sims lautet „NOS CUM PROLE PIA BENEDICAT VIRGO MARIA“ (Maria mit dem Kinde lieb, uns allen Deinen Segen gib). Auf der Platte, auf der der Nothelferaltar steht, ist die Inschrift BETE•EIN•VATERVNSER•FVR•DEN•STIFTER (Bete ein Vaterunser für den Stifter). Zu dem Nothelferaltar kamen in den 1930er Jahren auch Menschen aus den umliegenden Orten gewallfahrtet, beispielsweise aus Salmtal, Esch oder Klausen.
Gegen Ende des Zweiten Weltkriegs, am 1. März 1945, wurde Reinsport Opfer eines überraschenden Luftangriffs, der wahrscheinlich einem am Minheimer Bahnhof haltenden Munitionszug galt. Eine Gedenktafel in der Kapelle erinnert an die 14 Menschen, die im Dorf dabei den Tod fanden. Die Kapelle erlitt dabei schwere Schäden an Dach und Gewölbe. In den 1950er Jahren wurde sie wieder repariert und renoviert.